# Вебель, Мориц Богданович
Мориц Богданович Вебель (1821, Санкт-Петербург — 13 [25] июня 1875) — художник и академик архитектуры Императорской Академии художеств. Архитектор Тургайского областного правления. Надворный советник.

## Биография
Родился в 1821 году. Вольноприходящий обучающийся Императорской Академии художеств (1839–1850). В 1848 году получил звание художника портретной живописи, в 1850 — звание архитектора.
В 1848 году Вебель в качестве художника сопровождал экспедицию археолога А. С. Уварова на побережье Чёрного моря с целью изучения классических памятников, по результатам которой была издана книга с иллюстрациями.
Писал портреты: например, «Портрет ученика Грейма» (1848). В 1850—1860-е года строил в Петербурге особняки, доходные дома, дачи на Аптекарском острове.
В 1854 году получил звание «назначенного в академики», в 1859 — звание академика Академии художеств.
В 1870 году назначен архитектором Тургайского областного правления. Скончался 13 [25] июня 1875 года.

## Проекты и постройки

### Санкт-Петербург
- Доходный дом М. П. Кудрявцевой. Дмитровский переулок, 3 (1851, надстроен)[7].
- Доходный дом Якоби. Улица Декабристов, 5 (1852, совместно с Г. М. Барчем)[8].
- Особняк Х. Берхмана. Переулок Пирогова, 4 (1852, перестроен)[9].
- Доходный дом. Поварской переулок, 8 (1858, перестроен)[10].